# Lepidiota gilesi
Lepidiota gilesi är en skalbaggsart som beskrevs av Blackburn 1912. Lepidiota gilesi ingår i släktet Lepidiota och familjen Melolonthidae. Inga underarter finns listade i Catalogue of Life.